# جوككيون
جوككيون (باليابانية: ゴックン) هو مصطلح ياباني يصف نشاط جنسي تقوم به امرأة تبلع سائل منوي لشخص أو أكثر من شخص. يشير المصطلح أيضا إلى الفعل الجنسي المتمثل في بلع السائل المنوي بعد لعق القضيب ، أو المشاركة في البوكاكي (ぶっかけ، في الأفلام الإباحية حيث تكون المرأة جاثية على ركبيتها بين عدة رجال على شكل حلقي تقريبا ليتم القذف عليها بشكل جماعي) ، كلمة «جوككيون» هي المحاكاة الصوتية تترجم إلى اللغة العربية إلى «بلع» (بالإنجليزية: gulp).